# Іґнацев
Іґнацев (пол. Ignacew) — село в Польщі, у гміні Кшимув Конінського повіту Великопольського воєводства.
Населення — 107 осіб (2011).
У 1975-1998 роках село належало до Конінського воєводства.

## Демографія
Демографічна структура станом на 31 березня 2011 року:
|          | Загалом | Допрацездатний вік | Працездатний вік | Постпрацездатний вік |
| -------- | ------- | ------------------ | ---------------- | -------------------- |
| Чоловіки | 54      | 14                 | 37               | 3                    |
| Жінки    | 53      | 10                 | 31               | 12                   |
| Разом    | 107     | 24                 | 68               | 15                   |